# Teobaldo V de Blois
Teobaldo V (1130 - 20 de janeiro de 1191), cognominado o Bom (em francês: Thibaut le Bon) foi conde de Blois, Châteaudun e de Chartres de 1152 a 1191.

## Biografia
Ele foi o segundo filho de Teobaldo IV de Blois e de Matilde da Caríntia. Com a morte de seu pai, herdou Blois e Chartres, enquanto que seu irmão mais velho ficou com o condado de Champagne. Em 1154, foi eleito senescal da França pelo rei Luís VII.
Teobaldo viveu primeiramente em Chartres, e renovou as muralhas da cidade.
Numa oposição ao jovem rei Filipe II da França, depois de se unir ao irmão Henrique I e alguns outros nobres, reconciliou-se com ele e acompanhou-o na Terceira Cruzada.
Chegou à Terra Santa no verão de 1190 e faleceu no ano seguinte, no Cerco de Acre no atual Israel.

## Dados genealógicos
Teobaldo casou-se primeiramente com Sibila de Château-Renaud, o que fez dele senhor de Châteaurenault. Todavia, não houve filhos desta união.
Por volta de 1164, casou com Alice Capeto, filha do rei Luís VII e de Leonor, duquesa da Aquitânia.
Tiveram sete filhos:
O casal teve sete filhos:
- Teobaldo de Blois (m. 1183/90);
- Margarida de Blois (1170 - 12 de julho de 1230), foi suo jure condessa de Blois. Seu primeiro marido foi Hugo de Oisy, Châtelain de Cambrai, de quem não teve filhos. Já seu segundo marido foi Otão I da Borgonha, com quem teve duas filhas. Por último, foi casada com Gualtério II de Avesnes, com quem teve três filhos;
- Luís I de Blois (1172 - 15 de abril de 1205), foi conde de Blois. Foi casado com Catarina de Clermont, condessa de Clermont-en-Beauvaisis, com quem teve três filhos;
- Henrique de Blois (m. 1183/90);
- Isabel de Blois (m. 25 de novembro de 1248), foi suo jure condessa de Chartres e Romorantin. Seu primeiro marido foi Sulpício III, senhor de Amboise, com quem teve cinco filhos. Seu segundo marido foi João II, senhor de Montmirail, com quem não teve filhos;
- Filipe de Blois (após 1183 - maio de 1202);
- Adelaide de Blois (após 1183 - 1244), abadessa de Fontevraud.